# Styloteleia terraregina
Styloteleia terraregina är en stekelart som först beskrevs av Alan Parkhurst Dodd 1915.  Styloteleia terraregina ingår i släktet Styloteleia och familjen Scelionidae. Inga underarter finns listade i Catalogue of Life.